# Bégard
Bégard is een gemeente in het Franse departement Côtes-d'Armor, regio Bretagne. De plaats maakt deel uit van het arrondissement Guingamp. Bégard telde op 1 januari 2022 4.862 inwoners.

## Geschiedenis
In 1130 stichtten cisterciënzers hier een abdij in het bos van Puskoat. Deze abdij groeide uit tot een van de belangrijkste van Bretagne. De abdij werd afgeschaft en verkocht na de Franse Revolutie. De gemeente Bégard werd in 1793 opgericht door de samenvoeging van vijf parochies: Botlézan, Gwénézhan, Lannéven, Saint-Norvez en Trézélan.

## Geografie
De oppervlakte van Bégard bedroeg op 1 januari 2022 36,41 vierkante kilometer; de bevolkingsdichtheid was toen 133,5 inwoners per km². De gemeente ligt op het Plateau du Trégor, halfweg tussen Lannion en Guingamp.
De onderstaande kaart toont de ligging van Bégard met de belangrijkste infrastructuur en aangrenzende gemeenten.

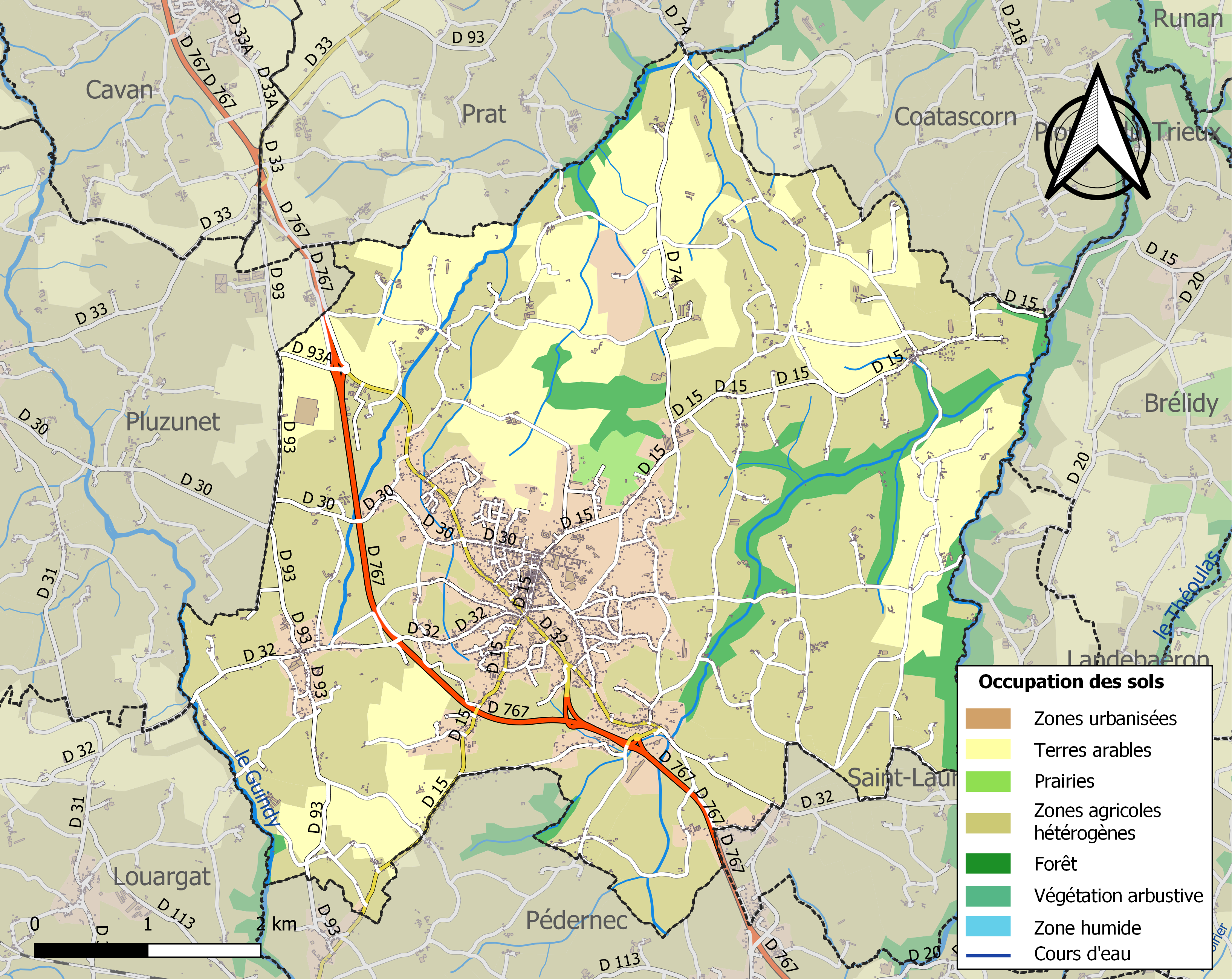

## Demografie
Onderstaande figuur toont het verloop van het inwonertal (bron: INSEE-tellingen).

## Bezienswaardigheden
- Gebouwen van de voormalige abdij
- Menhir van Kerwezhennec
- Duiventoren van Kernaudour
- Kerk Saint-Méen (Lannéven)

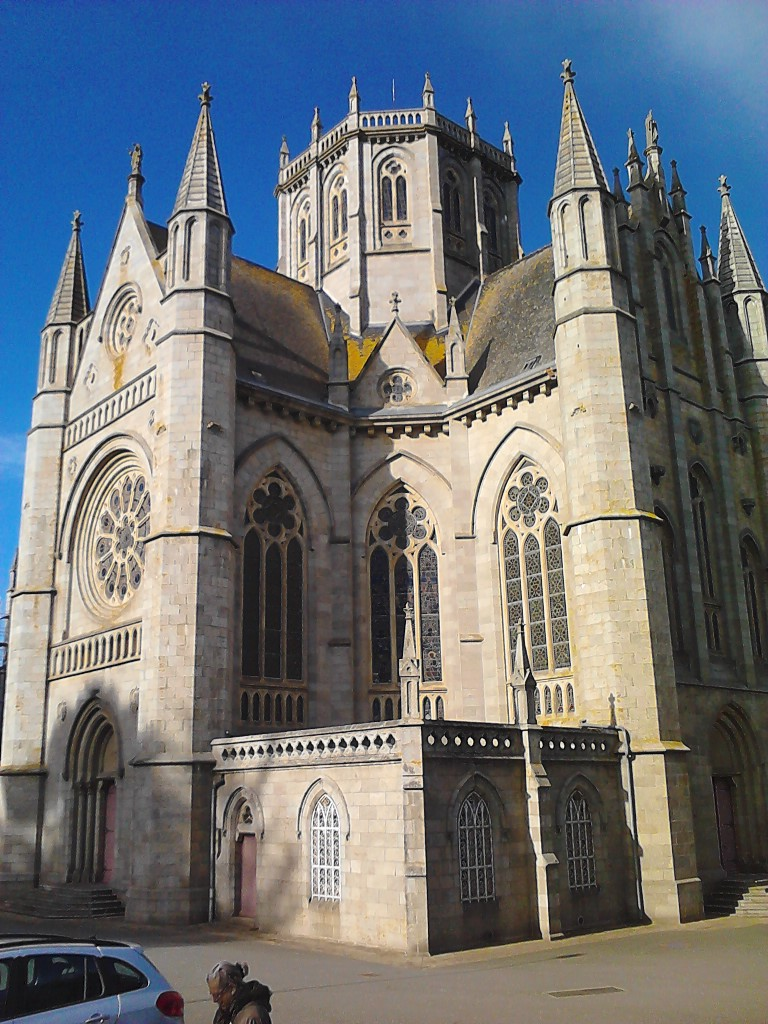
Voormalige abdijkerk
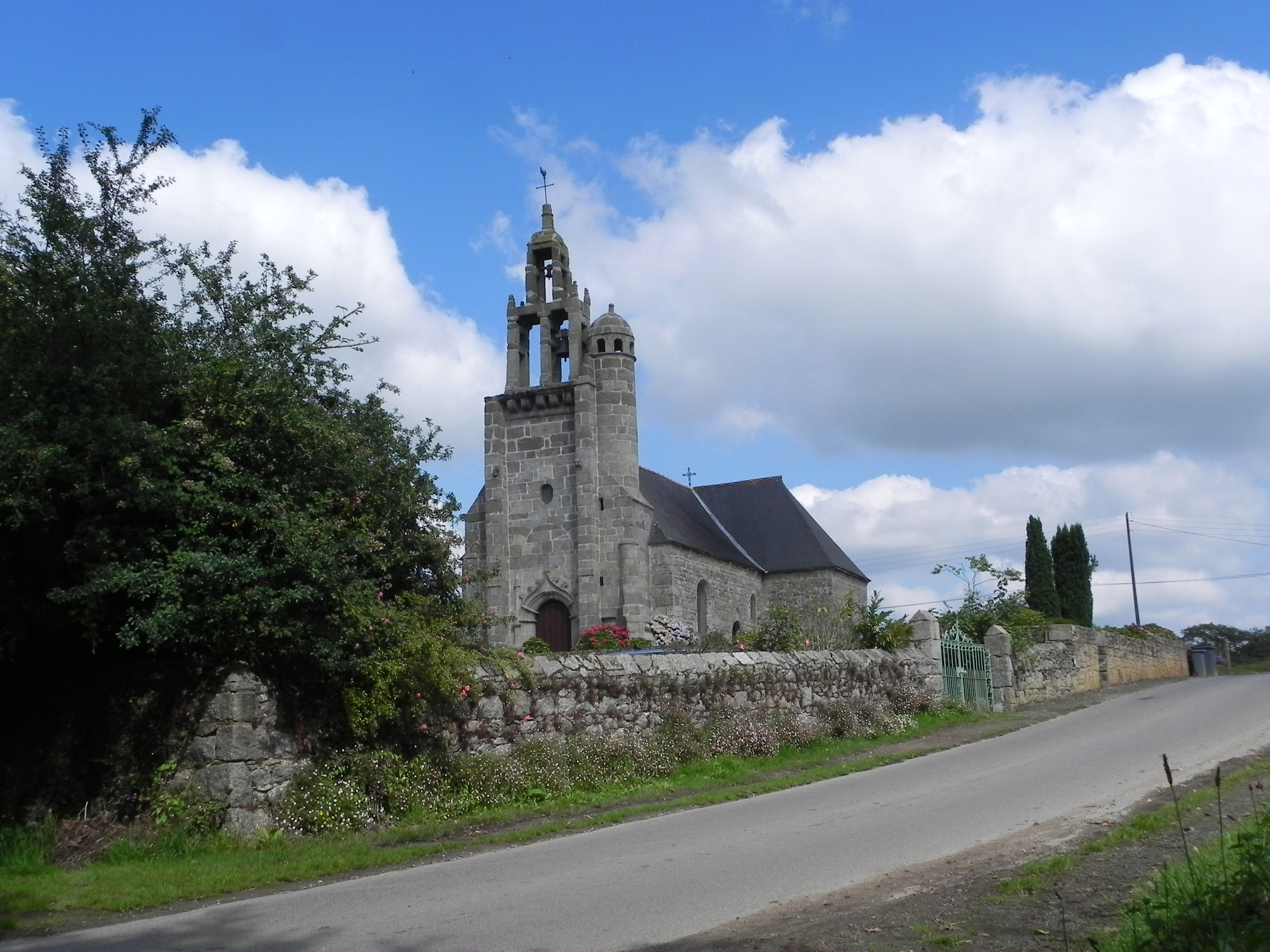
Kerk Saint-Méen
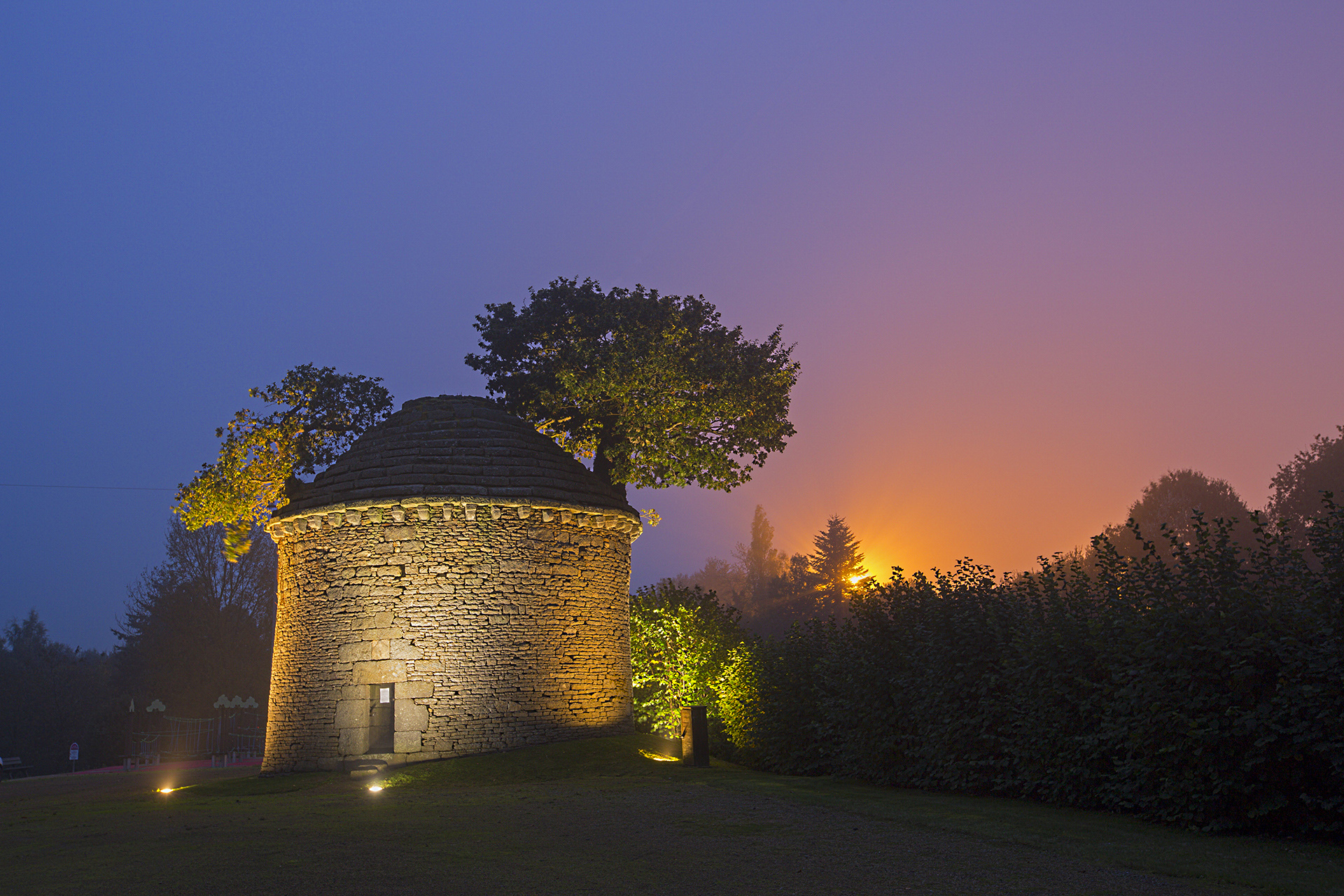
Duiventoren van Kernaudour
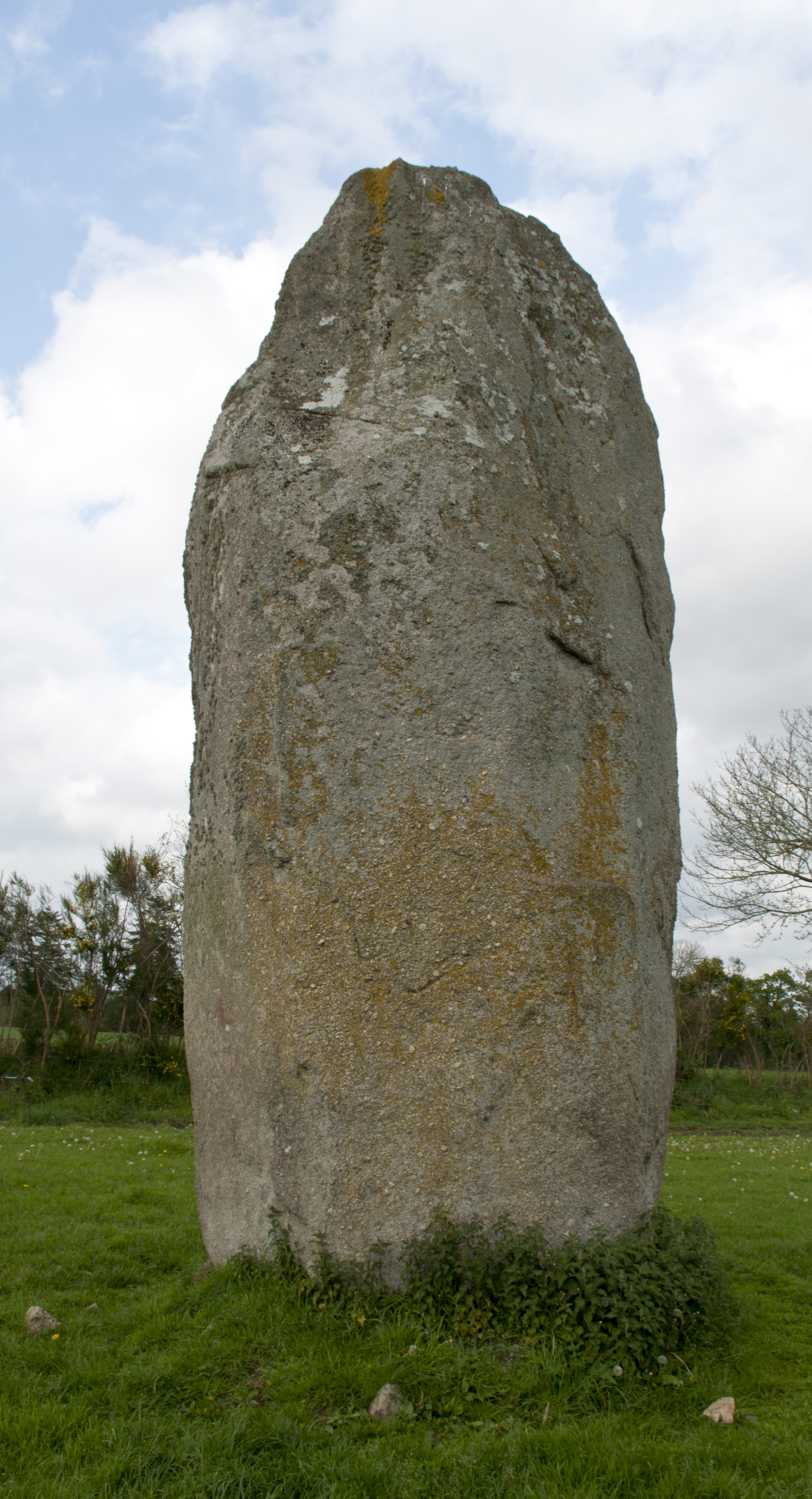
Menhir van Kerwezhennec